# Уодделл, Джастин
Джастин Уоддэлл (англ. Justine Waddell, род. 4 ноября 1975) — британская актриса.

## Ранние годы
Джастин Уоддэлл родилась в Йоханнесбурге, ЮАР. В возрасте 11 лет переехала с родителями в Шотландию, а затем в Лондон. Свой первый актёрский опыт получила во время учёбы в Кембриджском университете. Отец актрисы, Гордон Уоддэлл, был профессиональным регбистом, выступал за команду Шотландии.

## Карьера
В середине 1990-х годов Уоддэлл начала свою актёрскую карьеру, которая включает в себя множество ролей как в кино, так и в театре. Совместно с Рэйфом Файнсом и Биллом Патерсоном Уоддэлл сыграла на сцене лондонского театра «Алмейда» в постановке «Иванов» (1997). В 2000 году сыграла роль Нины в постановке пьесы Антона Чехова «Чайка», осуществлённой Королевской шекспировской компанией. Уоддэлл также исполнила роли Тэсс в телепостановке «Тэсс из рода д`Эрбервилей» (1998) и Эстеллы в экранизации романа Чарльза Диккенса «Большие надежды» (1999).
Карьера Уоддэлл в кино включает в себя роль графини Нордстон в фильме «Анна Каренина» (1997), Мэри Хеллер в фильме «Дракула 2000» (2000) и главную роль в британском фильме «Единственная на свете» (2002). В 2004 году она сыграла Натали Вуд в телевизионном фильме «Загадка Натали Вуд» режиссёра Питера Богдановича.
Также она снялась в фильмах «Хаос» (2005, вместе с Джейсоном Стейтемом и Райаном Филлиппом), «Три ключа» (2006) и «Убить Боно» (2010). В 2006 году, совместно с Ли Пейсом, она исполнила одну из главных ролей в фильме Тарсема Сингха «Запределье».
В 2008 году Уоддэлл снялась в российском фильме «Мишень» (вышел в прокат в 2011), снятом Александром Зельдовичем по сценарию Владимира Сорокина. Для роли в этом фильме Уоддэлл пришлось выучить русский язык с нуля. Премьерный показ фильма состоялся на Берлинском международном кинофестивале, а гала-премьера прошла на Московском международном кинофестивале. В 2014 году Уоддэлл вошла в состав жюри кинофестиваля Voices в Вологде.
Уоддэлл также является основателем и директором фонда Kino Klassika, который занимается популяризацией киноискусства из стран бывшего Советского Союза.

## Фильмография
- 1997 — Женщина в белом / The Woman in White
- 1997 — Анна Каренина / Anna Karenina
- 1998 — Тэсс из рода д`Эрбервилей / Tess of the D’Urbervilles
- 1999 — Большие надежды / Great Expectations
- 1999 — Мэнсфилд-парк / Mansfield Park
- 1999 — Жёны и дочери / Wives and Daughters
- 2000 — Дракула 2000 / Dracula 2000
- 2002 — Единственная на свете / The One and Only
- 2004 — Загадка Натали Вуд / The Mystery of Natalie Wood
- 2005 — Хаос / Chaos
- 2006 — Запределье / The Fall
- 2006 — Три ключа / Thr3e
- 2010 — Убить Боно / Killing Bono
- 2011 — Мишень